# Lohmühle (Ostheim vor der Rhön)
Lohmühle ist ein Gemeindeteil der Stadt Ostheim vor der Rhön im Landkreis Rhön-Grabfeld (Unterfranken, Bayern).

## Lage
Die Einöde liegt an einem Mühlbach, der vom Fluss Streu abzweigt.

## Geschichte
Die Lohmühle war ab ungefähr 1700 die ursprüngliche Mühle der Lohgerber, bevor diese die Kupfermühle erbauten. Sie war Eigentum der Ostheimer Gemeinde. Dort wurde zuerst Lohrinde gemahlen. Der sogenannte Lohmüller war das ganze Jahr über für die Lohgerber beschäftigt. 1931 wurde die Herstellung von Lohe eingestellt.